# Arbeitsgericht Wyk
Das Arbeitsgericht Wyk war ein deutsches Gericht der Arbeitsgerichtsbarkeit mit Sitz in Wyk.

## Geschichte
Gemäß Arbeitsgerichtsgesetz vom 23. Dezember 1926 wurden in Deutschland Arbeitsgerichte gebildet. Diese waren nur in der ersten Instanz organisatorisch selbstständige Gerichte, die Landesarbeitsgerichte waren den Landgerichten zugeordnet. Am Landgericht Kiel entstand so 1927 das Landesarbeitsgericht Kiel als eines von drei Landesarbeitsgerichten im Bezirk des Oberlandesgerichts Kiel. In Wyk entstand das Arbeitsgericht Wyk. Sein Sprengel umfasste den Bezirk des Amtsgerichts Wyk. Es bestand eine gemeinsame Kammer für Arbeiter und Angestellte und eine Kammer für Handwerk.
Nach der Besetzung Deutschlands durch die Alliierten wurden 1945 zunächst alle Gerichte geschlossen. Die ordentlichen Gerichte wurden schon bald wieder eröffnet, während die Arbeitsgerichte zunächst nicht wieder eingerichtet wurden, so dass arbeitsgerichtliche Streitigkeiten von den ordentlichen Gerichten erledigt werden mussten. Gemäß Kontrollratsgesetz 21 sollten in Deutschland Arbeitsgerichte aufgebaut werden. Bei den Beratungen über die Umsetzung wurde als Maßstab gewählt, dass die Bezirke der Arbeitsgerichte denen der Arbeitsämter entsprechen sollten. Danach wurde nun das Arbeitsgericht Wyk nicht neu gebildet.